# Kisvárosi Rock ’n’ Roll
A Kisvárosi Rock ’n’ Roll (eredeti cím: Cemetery Junction) 2010-ben bemutatott brit filmvígjáték-dráma, melyet Ricky Gervais, valamint Stephen Merchant írt és rendezett. A főbb szerepekben Christian Cooke, Felicity Jones, Tom Hughes és Jack Doolan látható.
A 2010. április 14-én bemutatott film vegyes kritikákat kapott.

## Cselekmény
Az 1970-es évek elején az angliai Cemetery Junction nevű kisvárosban három tizenéves barát egymás ugratásával, ivással, verekedéssel és lányokkal való ismerkedéssel tölti mindennapjait. Freddie szeretne kitörni a munkásosztálybeli létből, de Bruce illetve Ormány becenévre hallgató társai elégedettek az életükkel. Freddie házaló biztosítási ügynökként helyezkedik el és találkozik régi iskolai szerelmével, Julie-val. A lány gátlástalan és irányításmániás apja Freddie főnöke, a cég legjobb, manipulatív módszereket használó eladója pedig Mike Ramsay, Julie vőlegénye. A fiú a házaló munkával akar jobb életet biztosítani magának, mint amilyet gyári munkás apja él. 
Bruce élvezi az életet, mégis idővel el akarja hagyni a kisvárost, főleg azért, mert gyűlöli apját – ugyanis őt okolja, amiért édesanyja egy másik férfi kedvéért elhagyta a családot, az apa pedig küzdött érte. Ormány a vasútállomáson dolgozik és szeretne már barátnőt találni, de a társas szituációkban való esetlensége miatt nem jár sikerrel. Freddie összebarátkozik Julie-val, aki legszívesebben fotósként világot látna. Apja és vőlegénye ugyanakkor azt várja tőle, hogy otthonülő háziasszony váljon belőle, ahogyan a lány édesanyja is tette.
Freddyt meghívják egy céges bálba, ahová magával viszi két barátját is. Bruce elintéz a zenekar játékát unalmasnak tartó Ormánynak egy színpadi fellépést. Eleinte sikerrel jár, majd egy sértő vicc elmesélésével lejáratja magát és Freddie-t. Amikor vitatkozni kezdenek és Bruce sértegeti az egybegyűlteket, távozniuk kell a rendezvényről. Másnap Freddie körbejárja a várost, megköszönve ügyfelei támogatását új karrierjében. Megdöbbenve értesül arról, hogy legelső ügyfelének férje meghalt és bűntudattal telve úgy dönt, nem hajlandó mások nyomorán pénzt keresni. Bruce-szal együtt távozni akar a városból, de előtte még elviszik Julie-t egy éjszakai klubba szórakozni. Bruce egy fekete lánnyal táncol és ezért két rasszista férfi provokálni kezdi. Bruce rájuk támad és az éjszakára börtönbe zárják.
Freddy hazakíséri Julie-t és előhívják a klubban készült képeket. Vitatkozni kezdenek jövőjükről, és arról, hogy Julie-ra ugyanaz a sors vár Mike mellett, mint az apja által elhanyagolt és semmibe vett édesanyjára. Freddie szerelmet vall a lánynak és arra kéri, tartson vele, de ő elküldi. Bruce a cellájában találkozik Wayne Davies rendőrtiszttel, apja régi barátjával. Daviesnek elege van abból, ahogyan a fiú az apjával bánik és elmondja neki az igazságot: édesanyja annak idején lemondott róla és apja csak a fiára való tekintettel nem állt bosszút a riválisán, mert akkor börtönbe került volna, fia pedig árvaházban nő fel. A rendőr arra biztatja a megdöbbent fiút, nőjön fel végre és fejezze be a felelőtlen, balhés viselkedést.
Másnap reggel Ormány betér a helyi kávézóba és megcsókolja az ott dolgozó lányt, akivel régóta tetszenek egymásnak. Bruce hazasétál és szavak nélkül kibékül apjával. Freddie megérkezik a vasútállomásra, de Ormány nem akar vele tartani (és mint megtudja, Bruce sem), ezért érzelmes búcsút vesznek. Julie rádöbben Freddie igazára, vagyis arra, hogy Mike mellett sanyarú élet vár rá. A vasúthoz siet és épp eléri az utazásról már-már lemondó Freddie-vel a vonatot.

## Szereplők
| Szerep                      | Színész               | Magyar hang        |
| --------------------------- | --------------------- | ------------------ |
| Freddie Taylor              | Christian Cooke       | Tóth Barna         |
| Julie                       | Felicity Jones        | Csifó Dorina       |
| Bruce Pearson               | Tom Hughes            | Welker Gábor       |
| Paul / "Ormány"             | Jack Doolan           | Szvetlov Balázs    |
| Freddie nagyanyja           | Anne Reid             | Pásztor Erzsi      |
| Wyn Davies őrmester         | Steve Speirs          | Faragó András      |
| Mrs. Taylor                 | Julia Davis           | Román Judit        |
| Mrs. Kendrick               | Emily Watson          | Hűvösvölgyi Ildikó |
| Martin                      | Ben Willbond          |                    |
| Len Taylor                  | Ricky Gervais         | Kerekes József     |
| Mike Ramsay                 | Matthew Goode         | Dévai Balázs       |
| Mr. Kendrick                | Ralph Fiennes         | Csankó Zoltán      |
| Mr. Waring                  | Albert Welling        | Cs. Németh Lajos   |
| Mrs. Waring                 | Katy Murphy           | Illyés Mari        |
| Renwick                     | Burn Gorman           |                    |
| zenekar vezetője            | Matthew Holness       |                    |
| zenekar vezetője            | Kirk Yeomans (hangja) |                    |
| Cliff                       | Michael Jibson        |                    |
| Mr. Pearson                 | Francis Magee         | Rosta Sándor       |
| Brian, a kávézó tulajdonosa | David Earl            | Schneider Zoltán   |
| Louise, pincérnő            | Bryony Hannah         | Stefanovics Angéla |
| Dougie                      | Stephen Merchant      | Fesztbaum Béla     |
| zenész                      | Stephen Simpson       |                    |

## Fordítás
- Ez a szócikk részben vagy egészben  a   Cemetery Junction (film) című angol Wikipédia-szócikk ezen változatának fordításán alapul.  Az eredeti cikk szerkesztőit annak laptörténete sorolja fel. Ez a jelzés csupán a megfogalmazás eredetét és a szerzői jogokat jelzi, nem szolgál a cikkben szereplő információk forrásmegjelöléseként.